# Steven Johnson (giocatore di football americano)
Steven Johnson (Media, 28 marzo 1988) è un ex giocatore di football americano statunitense che ha giocato nel ruolo di linebacker nella National Football League (NFL). Al college ha giocato a football all'Università del Kansas.

## Carriera professionistica
Dopo non essere stato scelto nel Draft NFL 2012, il 29 aprile 2012 Johnson firmò con i Denver Broncos. Nella sua stagione da rookie disputò 11 partite mettendo a segno 10 tackle e forzando un fumble. La stagione successiva disputò tutte le 16 gare della stagione regolare con 8 tackle, raggiungendo il Super Bowl XLVIII, perso contro i Seattle Seahawks.

### Tennessee Titans
Nel 2015, Johnson firmò con i Tennessee Titans.

## Palmarès

### Franchigia
- American Football Conference Championship: 1

Denver Broncos: 2013

## Statistiche
| Partite totali      | 41  |
| Partite da titolare | 10  |
| Tackle              | 50  |
| Sack                | 0,5 |
| Intercetti          | 0   |
| Fumble forzati      | 0   |

Statistiche aggiornate alla stagione 2014